# Triptiek van Jan Floreins
Het Triptiek van Jan Floreins is een drieluik van Hans Memling, dat hij in 1479 schilderde voor broeder Jan Floreins van het Oud Sint-Janshospitaal in Brugge. Daar bevindt het werk zich nog altijd, in de collectie van het Memlingmuseum.

## Voorstelling
Op het drieluik schilderde Memling van links naar rechts de de geboorte van Jezus, de aanbidding van de koningen en de opdracht in de tempel. De geboorte en de aanbidding vinden in dezelfde bouwvallige stal plaats, geschilderd vanuit een andere invalshoek. Voor tijdgenoten van Memling speelde de opdracht zich in een bekende omgeving af, de Sint-Donaaskathedraal, die aan het einde van de achttiende eeuw gesloopt is. 
De schenker van het drieluik neemt een bescheiden plek in aan de linkerkant van het centrale paneel, biddend achter een muurtje met een boek voor zich. Waarschijnlijk leest hij de passage in de Bijbel over de aanbidding der koningen en ontvouwt het tafereel zich als een soort visioen voor zijn ogen. Floreins' leeftijd (36) valt rechts van zijn hoofd op de muur te lezen. De functie en identiteit van de drie toeschouwers (achter de schenker, achter de zwarte koning en in het raam) zijn onbekend.
In de stal ontbreken de os en de ezel niet, vaak beschouwd als symbolen voor resp. het joden- en heidendom. Het touw dat om de horens van de os is geknoopt, kan een verwijzing zijn naar de wet waaraan het jodendom gebonden is. Het hele triptiek is in een Vlaams decor geplaatst. Op het rechter luik is achter Jozef een stadsplein te zien door een geopende deur. Achter de stal is een stadje geschilderd met enkele ruiters, waarvan er een op een kameel zit. Op het centrale paneel bracht de schilder nog een subtiel trompe-l'oeil aan; de mantel van de knielende koning rechts valt iets over de lijst.
Als het drieluik gesloten is, ziet de toeschouwer twee heiligen onder fraaie gotische portaalbogen, links Johannes de Doper met het lam en de heilige Veronica rechts met haar doek met het gezicht van Christus. De brede rivier in het diepe landschap op de achtergrond is de Jordaan, met op de linkeroever de doop van Christus. De geschilderde beelden op de bogen stellen Adam en Eva voor, links in het paradijs en rechts als een engel hen daaruit verdrijft. Ook de beschildering van de lijsten is nog origineel met de wapenschilden en initialen (IF) van de opdrachtgever.
Het triptiek van Jan Floreins vertoont veel overeenkomsten met een drieluik met de aanbidding der koningen dat Memling enkele jaren eerder schilderde en dat tegenwoordig in het Prado hangt. Op hun beurt zijn beide werken weer afgeleid van het Columba-drieluik van Rogier van der Weyden, in wiens atelier Memling enige tijd gewerkt heeft. Dit komt bijvoorbeeld duidelijk naar voren in de dubbele boog in de stal en de centrale positie die Maria inneemt op het middenpaneel. Memling onderscheidt zich van zijn leermeester door een lieflijkere en ingetogenere interpretatie.

## Geschiedenis
De inscriptie op de originele lijst, vertelt veel over de ontstaansgeschiedenis van het werk. DIT WERCK DEDE MAKEN BROEDER JAN FLOREINS ALIAS VANDER RIJST. BROEDER PROFESS VANDE HOSPITALE VAN SINT JANS IN BRUGGHE. ANNO MCCCCLXXIX - OPUS JOHANNIS MEMLING. Jan Floreins (1443-1504/05), telg uit een adellijke familie, trad in 1472 in de kloostergemeenschap van het Sint-Janshospitaal in. Van 1488 tot 1497 was hij er meester, de hoogste bestuurlijke functie. 
Het altaar dat Floreins in 1479 door Memling liet maken, kreeg waarschijnlijk een plaats in de kapel van het hospitaal. Sommige van de afgebeelde heiligen hebben een duidelijk verband met het ziekenhuis. Zowel de drie koningen als Veronica werden aangeroepen tegen een plotselinge dood zonder de laatste sacramenten.

## Afbeeldingen

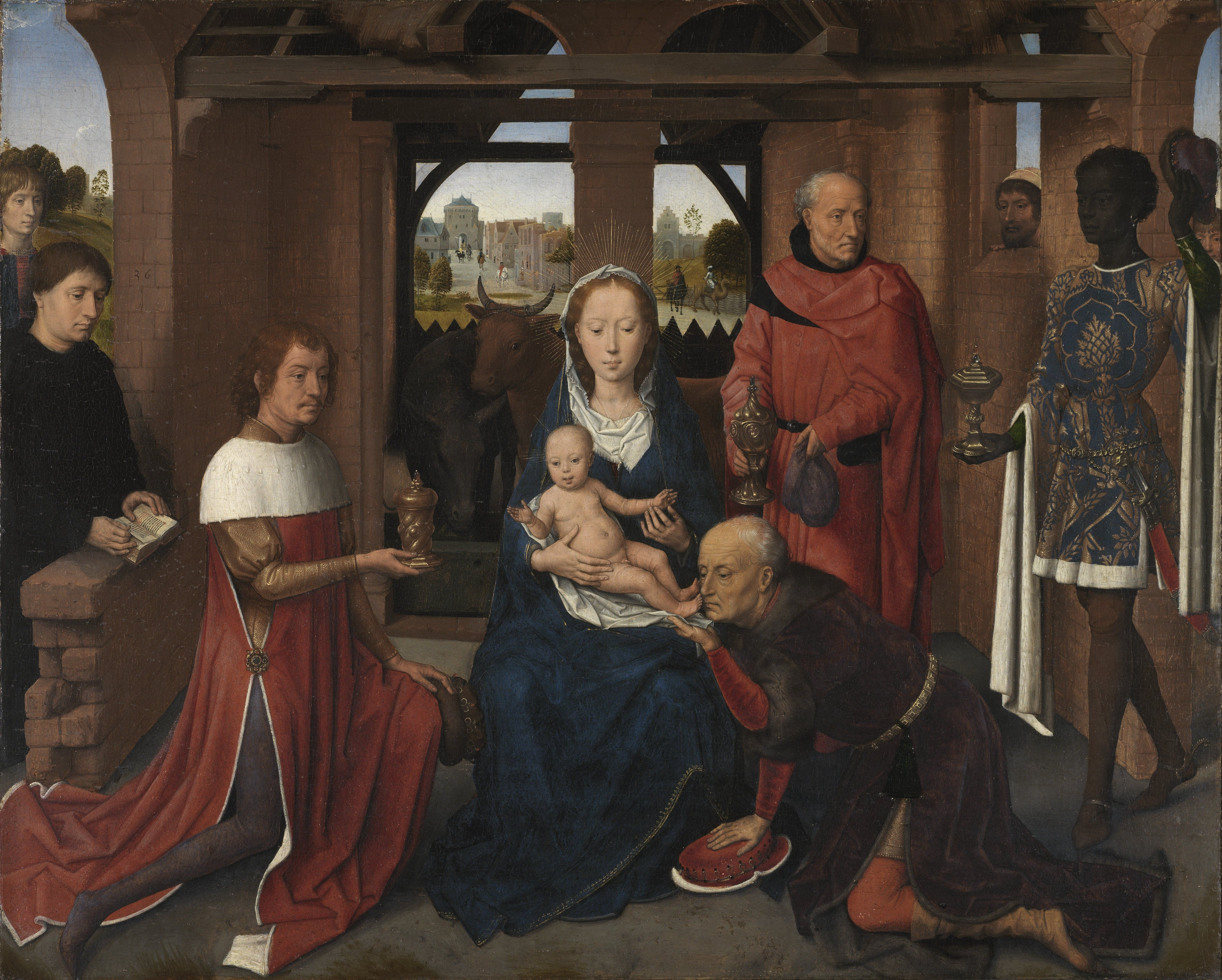
Centrale paneel
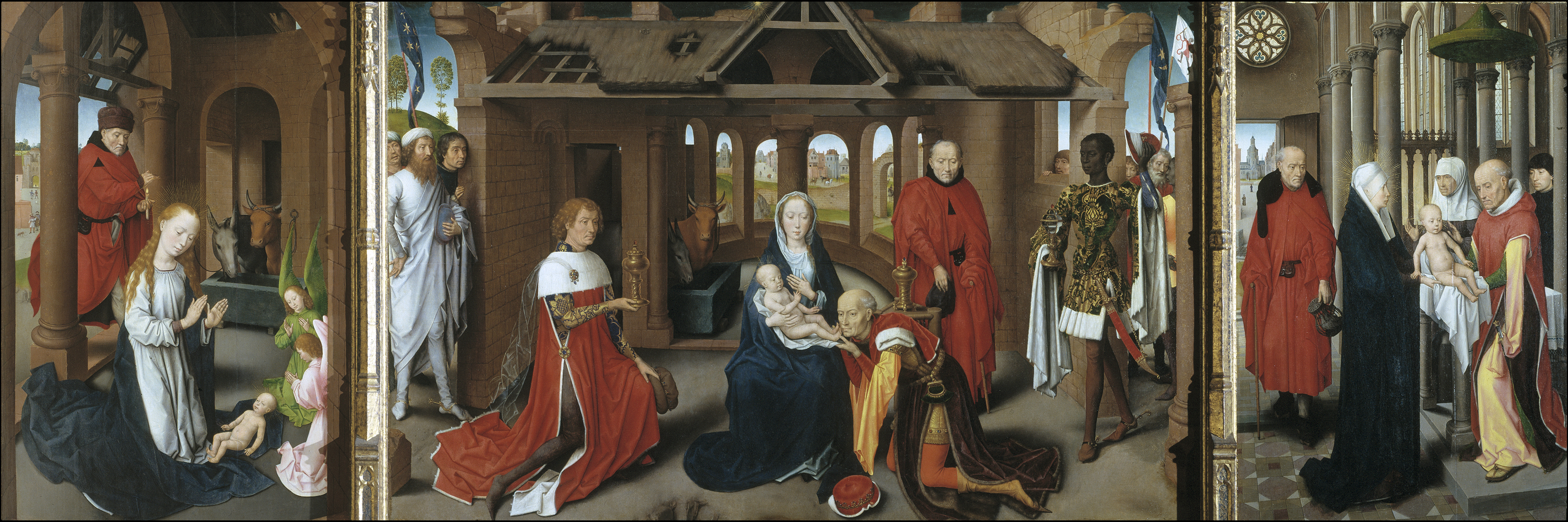
triptiek met de aanbidding der koningen in het Prado
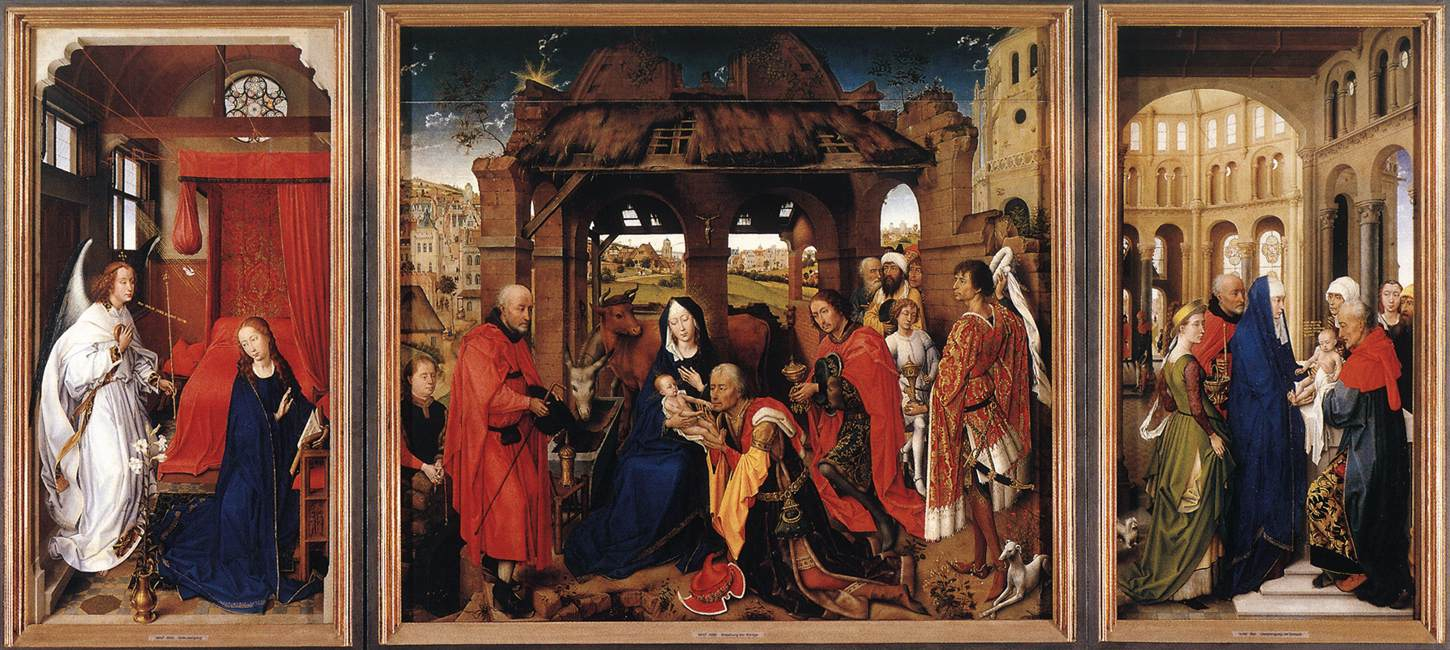
Columba-triptiek - Rogier van der Weyden